# عائشة (مغنية بريطانية)
عائشة (بالإنجليزية: Aisha)‏ هي مغنية بريطانية، ولدت في 1962 في ولفرهامبتن في المملكة المتحدة.

## وصلات خارجية
- عائشة على موقع ميوزك برينز (الإنجليزية)
- عائشة على موقع ديسكوغز (الإنجليزية)